# Kris Si Naga
Il Kris Si Naga era il leggendario keris (pugnale damascato) usato per conferire l'autorità ai sultani del Brunei. Questo strumento era ritenuto necessario sia perché un pretendente reclamasse il trono, sia per la sua incoronazione. 
La sua peculiare caratteristica era la lama in oro a forma di un cobra (nāga) con occhi di rubino sull'impugnatura. Era noto anche come "Il pugnale del drago".

## Origine
Il Kris Si Naga originale fu forgiato nel 1521 per il sultano Abdul Kahar, tuttavia strumenti del genere esistevano già dal VI secolo d.C. ed erano utilizzati quasi in tutta la Malesia e l'Indonesia, in particolare nei sultanati di Sambas e Aceh. Come spiega lo storico Antonio Pigafetta (XVI secolo):
"Keris < Si Naga > è lo strumento di grandezza e simbolica conferma usato nella cerimonia tradizionale di incoronazione e sostituzione di un sovrano. Anche il < Kampilan > è uno strumento di grandezza dei Brunei, ma non potrà mai sostituire il keris < Si Naga >. Questo perché è il keris è diventato parte essenziale del vestito tradizionale del Brunei. Il keris è un piccolo pugnale con una lama d'oro intarsiata di perle e diamanti preziosi. (…) Nel caso del keris < Si Naga >, la lama ha invece la forma di un serpente velenoso (il < naga >) con gli occhi color rubino e in procinto di sferrare un attacco."
Lo stesso Pigafetta, in un'altra sezione, cita i nomi di oltre venti keris usati nei Brunei e tra questi inserisce proprio il "Keris Si Naga", spiegando che:
"Keris < Si Naga > è il keris reale che simboleggia il passaggio di governo da un Sultano a un Sultano. Durante la cerimonia di incoronazione, prima di condurre il sovrano all'ufficio del tesoriere, il keris viene portato dai quattro Cheteria (Wazir) sul lato destro del sultano. (…) Durante la cerimonia, il keris < Si Naga > viene affisso al petto del Sultano."
Il keris entrava a far parte dell'abito ufficiale del sultano, tuttavia non era portato in situazioni normali, al contrario veniva custodito in una teca che nessuno poteva toccare, pena la morte.
Venivano invece tenuti, ed entravano a far parte dell'abito, i vari tipi di keris riservati alla famiglia reale e ai principali nobili del Brunei.
Per mostrare l'importanza dello strumento, un testo religioso (di autore ignoto) risalente al XVI secolo recita:
"Il keris del drago gli ha pugnalato il petto,
la terra ritorna alla montagna.
Il popolo del Brunei è obbediente al re
e lo segue ovunque.
Keris Si Naga, nel contesto politico e governativo del Brunei, è unico ed è solo uno. Questo keris è usato e posseduto dal Sultano del Brunei e da chi lo incorona. (…) Così il Keris Naga è divenuto un simbolo della legittimità del Sultano del Brunei nel difendere il potere del suo regno. La legittimità del Keris Si Naga è anche associata al Sultano del Brunei. Questo dimostra che avere un Keris Si Naga non solo ha dà autorità al Sultano, ma mette anche in luce la sua grandezza (...)"

## La guerra civile
La leggenda dice che, durante la guerra civile contro Muhyiddin, Sultan Abdul Hakkul Mubin sparò le regalie contro gli invasori, oppure in mare affinché non fossero recuperate, giurando sventura se i suoi avversari le avessero trovate. Secondo le fonti sarebbero ancora sepolte da qualche parte sull'isola di Chermin.
Questo fatto però è ritenuto un mito dagli storici, perché non si fa alcuna menzione alla perdita del Kris Si Naga e della Mahkota.

## La crisi di successione
I sultani del Brunei vennero confermati usando questo strumento per tutti i secoli a seguire. Tuttavia, si assistette ad un problema a partire dal XIX secolo, durante la sfiorata crisi di successione che rischiò di destabilizzare il sultanato.
Nel 1807 infatti, con la morte di Muhammad Tajuddin (al suo secondo incarico), era divenuto sultano Mohammad Kanzul Alam, quando in realtà il legittimo erede al trono era Omar Ali Saifuddin, ricusato nel 1804 per la minore età e l'opposizione di Muhammad Alam ma ora avente tutti i requisiti. La situazione peggiorò ulteriormente nel 1826 quando, in violazione della legge di successione, dal letto di morte Kanzul nominò erede al trono il figlio Pengiran Anak Muhammad Alam detto "Raja Api" per il suo temperamento incandescente. Tuttavia entrambi i simboli del sultano, il Keris Si Naga e la Mahkota (corona), erano ancora custoditi da Omar Ali Saifuddin.
Questo fu possibile perché (in aperta violazione alla legge) la madre di Saifuddin, Raja Pengiran Alak Noralam, aveva tenuto nascosto il Keris Si Naga per oltre vent'anni, magari fingendo che fosse andato perduto, e sempre nel 1826 l'aveva utilizzato per investire (ma senza incoronarlo sultano) il figlio. Secondo una fonte dell'epoca:
"(Saifuddin) tornò da Keingaran alla Città del Brunei e fu formalmente investito con il Kris Si Naga, che sua madre aveva segretamente nascosto in suo possesso fino ad allora, il 15 febbraio 1826, ma non formalmente incoronato come Yang di-Pertuan (sovrano a vita)."
Nel 1828 il sultano "de facto" Muhammad Alam (riconosciuto da molte genealogie ma mai confermato con il Kris Si Naga) si dimise dal trono per evitare una crisi di successione e fu condannato a morte / assassinato per strangolamento nel forte di Pulau Cermin (o, secondo un'altra versione, s'impiccò da sé per il disonore di fronte ai sicari). Saifuddin divenne così sultano: la sua nomina fu ufficializzata nel 1829, forse con la morte di Kanzul Alam, e venne incoronato l'anno seguente proprio con il Kris Si Naga e la Mahkota che sua madre aveva nascosto per anni.
Vi è, tuttavia, almeno una versione contrastante a quanto detto, che parte dal volontario allontanamento di Raja Muda Hashim, il Ministro Principale (Bandahara). Qui si narra di un inedito e presunto "accordo" secondo cui il Kris Naga sarebbe dovuto andare direttamente a Saifuddin, e dunque non c'era bisogno di "nasconderlo". Secondo questa teoria, infatti, nemmeno il sultano avrebbe osato pretendere il prezioso strumento da Saifuddin:
"Pengiran Muda Bandahara Hashim era noto per la sua tolleranza zero. Non si sa cosa accadde, ma l'emissario lasciò il Brunei senza spiegare le sue intenzioni. In quel tempo comunque, nel 1826 il sultano Muhammad Kanzul Alam era molto malato e dunque suo figlio, Pengiran Muda Muhalammad Alam, sfruttò l'opportunità per domandargli il trono. Il sultano accettò ma non poté consegnargli il Kris Si Naga e la corona in quanto appartenevano ad Omar Ali Saifuddin, in ottemperanza all'accordo tra il sultano Muhammad Kanzul e il suo fratellastro Muhammad Tajuddin nel 1806. (…) Comunque vada, tra il 1823 e il 1826 Muhammad Alam aveva già piena autorità sugli affari del Brunei mentre suo padre non poteva intervenire."
In effetti alcune fonti riportano che, nel 1806, Tajuddin avesse concordato con Kanzul Alam di mantenere Saifuddin come erede al trono, riservando ad Alam solamente il posto di Reggente. Tuttavia, quest’ultimo era poi salito al trono infrangendo il patto e aveva lasciato il potere al figlio. Se quest’accordo fosse veramente esistito, avrebbe avuto senso per Tajuddin lasciare il “Pugnale del Dragone” e la corona alla madre di Saifuddin, poiché lui solo doveva diventare sultano. Le versioni al riguardo sono però contrastanti, anche se in ogni caso la madre di Saifuddin avrebbe dovuto nascondere lo strumento dalle ire di Muhammad Alam, che non avrebbe esitato ad eliminare sorella e nipote per confermarsi sultano. 
Comunque fosse andata, gli storici sono concordi nell'affermare che il possesso del Keris Naga da parte della madre di Saifuddin fu l'elemento essenziale che permise al futuro sultano di reclamare il trono, nel 1825, e di essere supportato dalla maggior parte della nobiltà in una sorta di "investitura segreta" e complottistica.
Resta comunque il problema di capire quando lo strumento sia entrato in possesso di Pengiran Noralam e del figlio: infatti le cronache discordano sul fatto che nel 1807 Kanzul Alam fosse stato investito o meno con questo Kris. Sono dunque tre le possibilità: che Noralam l'abbia conservato dopo la morte del marito Jamalul I nel 1804 (e dunque Kanzul non era stato investito), che l'abbia ottenuto tramite accordo nel 1806 o che l'abbia sottratto dopo l'incoronazione del 1807.
Apparentemente, l’incoronazione ufficiale con il Kris Si Naga era necessaria perché il sultano ricevesse il titolo più che altro onorifico di Yang Di-Pertuan Brunei, cioè “sovrano per tutta la vita”. 

## Cessioni future
Nel 1852 Saifuddin II era nel letto di morte. Mentre stava perendo, per decidere chi avrebbe dovuto essere l'erede al trono, il Kris Si Naga fu passato prima a Pengiran Anak Muhammad Tajuddin, figlio del sultano Muhammad Jamalul Alam I, ritenuto quasi universalmente il più qualificato per il trono. Tuttavia, egli rifiutò.
Il "Pugnale del Drago" fu allora ceduto a Pengiran Anak Abdul Momin, figlio di Pengiran Shabandar Pengiran Anak Haji e nipote del sultano Omar Saifuddin I (del XVIII secolo). Questo fu possibile perché Tajuddin credeva che, cedendo il pugnale, esso sarebbe passato in automatico a suo figlio, Pengiran Muda Mohamad Jamalul Alam; tuttavia non fu così, per questo Tajuddin diede in escandescenze e si ferì con della polvere da sparo.
Abdul Momin rimase dunque il possessore del Kris Naga e divenne sultano a sua volta, perpetrando la tradizione.
Essa continuò anche nei tempi più recenti. Le cronache spiegano che Saifuddin III, nel XX secolo, quand'era ormai anziano e malato porse al figlio il Kris Si Naga come "simbolo del potere supremo in Brunei":
"Durante la cerimonia suo padre, il Sultano del Brunei, gli consegnò il < Keris Si Naga >. Così suo figlio divenne il trentesimo Sultano del Brunei. (…) Nella sua cintura il Keris < Si Naga >, o Pugnale del Dragone, scintillava al sole del pomeriggio."
Attualmente si utilizza un duplicato, mentre l'originale è custodito in una teca nel Museo di Città del Brunei.

## Mahkota
La corona d'oro del sultano, tempestata di diamanti, era chiamata Mahkota. Veniva portata dal reale Pengiran che aveva ricevuto l'opposita onorificenza di "Indera Mahkota" o "Shahbandar", di norma trasmissibile ai discendenti. Ne fu esempio Raja Pengiran Indera Mahkota, reale di Brunei e Sambas nel XIX secolo e autore di Syair Rakis.
Presso Sambas era in uso un diadema con lo stesso nome, portato dal nobile "Muda Mahkota"

## In altri sultanati
Pigafetta sottolinea che anche nel vicino sultanato di Sambas era in uso un keris simbolico, il Keris Iras Lidah, anche se non necessario per la conferma e non paragonabile per importanza al Keris Naga. Inoltre esso faceva dell'abito abituale del sultano, che lo teneva sempre con sé. 
Anche nel sultanato di Aceh, in Indonesia, il sovrano portava un pugnale damascato, il Keris Sadong.